# 사카우에 요코
사카우에 요코(일본어: 坂上 洋子, 1968년 8월 29일~)는 일본의 유도 선수이다. 1992년 하계 올림픽에서 여자 헤비급 동메달을 획득했다.